# Галіахмерово
Галіахме́рово (рос. Галиахмерово, башк. Ғәлиәхмәр) — присілок у складі Учалинського району Башкортостану, Росія. Входить до складу Амангільдінської сільської ради.
Населення — 124 особи (2010; 118 в 2002).
Національний склад:
- башкири — 100%